# Aploactisoma milesii
Aploactisoma milesii är en fiskart som först beskrevs av Richardson, 1850.  Aploactisoma milesii ingår i släktet Aploactisoma och familjen Aploactinidae. Inga underarter finns listade i Catalogue of Life.

## Bildgalleri

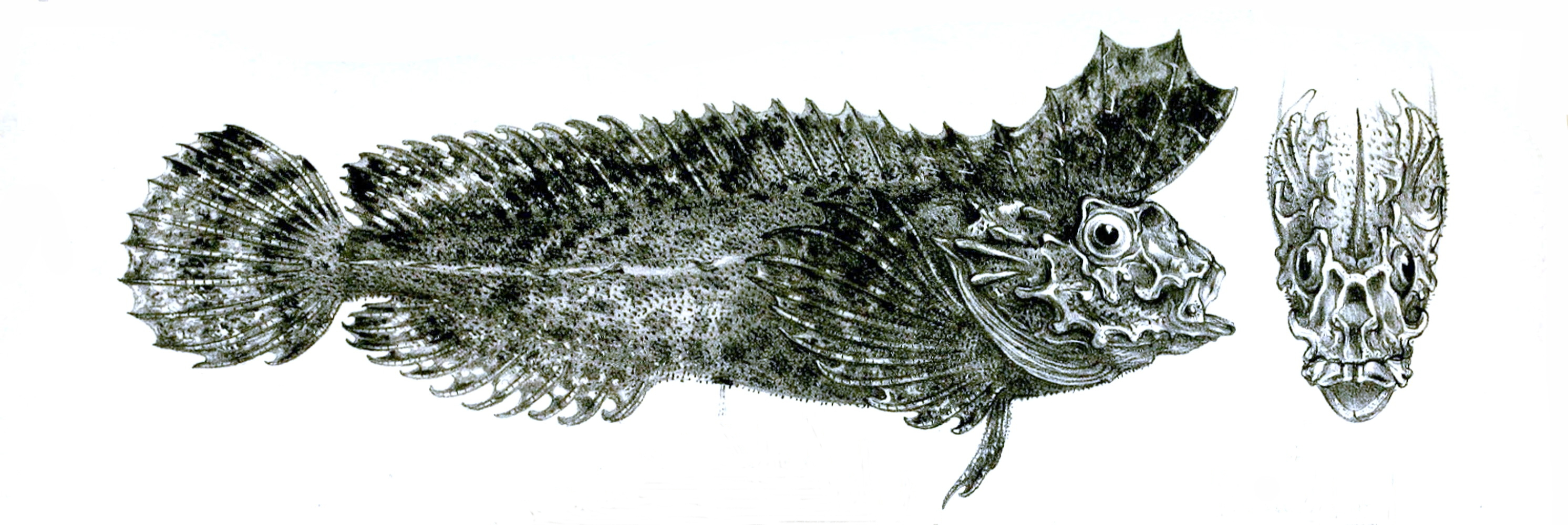
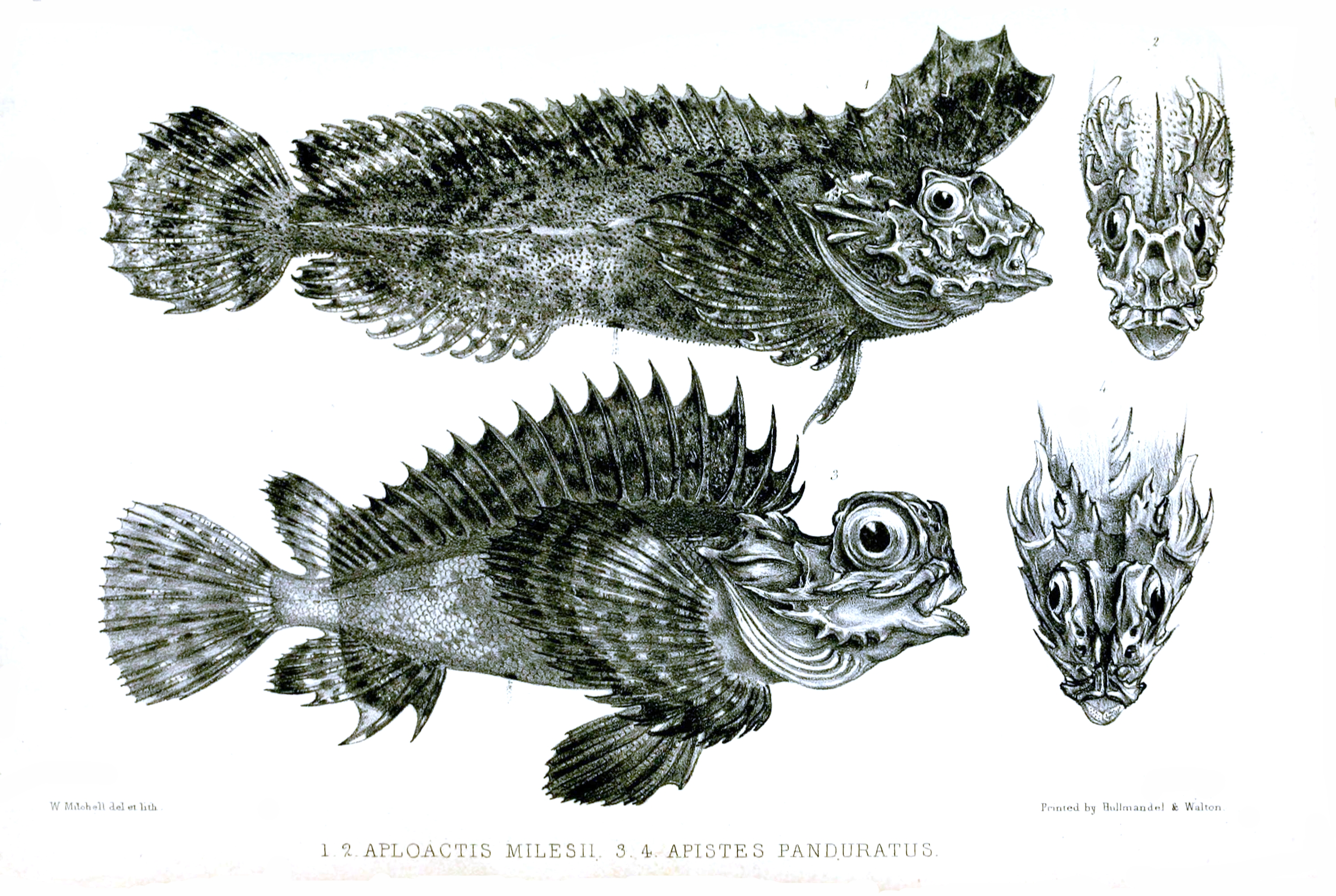